# Guglielmo Cenni
Guglielmo Cenni (Comacchio, 1817 – 1885) è stato un patriota e militare italiano, partecipò alla Spedizione dei Mille.

## Biografia
Nacque nel 1817 a Comacchio da Lorenzo da una famiglia originaria di Imola.
Prese parte a molte delle imprese di Giuseppe Garibaldi. Partecipò alla difesa della Repubblica romana e, successivamente, fu nello stato maggiore dei Cacciatori delle Alpi nel corso della Seconda Guerra di Indipendenza. Durante la Spedizione dei Mille ebbe il grado di colonnello e, insieme con Bandi, Montanari, Stagnetti e Turr, fu aiutante di campo di Garibaldi.
Dopo la Spedizione dei Mille passò al Regio Esercito con il grado di colonnello.